# Erebia praeclara
Erebia praeclara är en fjärilsart som beskrevs av Niesiolowski 1929. Erebia praeclara ingår i släktet Erebia och familjen praktfjärilar. Inga underarter finns listade i Catalogue of Life.